# Det psykiatriske patientklagenævn
Det Psykiatriske Patientklagenævn er et patientklagenævn, der er placeret hos Styrelsen for Patientklager.
Nævnet består af en nævnsformand samt to nævnsmedlemmer. Nævnsmedlemmerne beskikkes af Sundheds- og Ældreministeriet efter råd fra henholdsvis lægeforeningen og SIND.
Nævnet behandler klager over tvang i psykiatrien vedrørende tvangsindlæggelse, tvangstilbageholdelse, fysisk magtanvendelse (herunder bæltefiksering) samt tvangsbehandling.